# Amenazas naturales
Las amenazas naturales son un fenómeno natural que puede tener un efecto negativo tanto en humanos como en el ecosistema. Estos eventos se pueden clasificar en dos amplias categorías: geofísicos y biológicos. Las amenazas geofísicas comprenden fenómenos geológicos y meteorológicos como terremotos, erupciones volcánicas,  incendios forestales, ciclones, inundaciones, sequías, aludes y deslaves. Las Amenazas biológicas abarcan un conjunto diverso de enfermedades, infecciones, infestaciones y especies invasoras. 
Varias de las amenazas geofísicas están relacionadas; por ejemplo, terremotos submarinos pueden causar tsunamis, y los huracanes pueden causar inundaciones y erosión costera. Las inundaciones y los incendios forestales pueden ser causa de una combinación de factores geológicos, hidrológicos y climáticos. También es posible que algunas amenazas naturales estén relacionadas de manera intertemporal. Un claro ejemplo de la diferencia entre una amenaza y un desastre natural es que el terremoto de San Francisco de 1906 era un desastre , mientras que vivir sobre una falla tectónica es una amenaza. Algunas amenazas naturales pueden ser causadas o pueden verse afectadas por procesos antropogénicos (por ej. el cambio del uso del suelo, drenaje y construcción).

## Amenazas geológicas

### Avalancha
Una avalancha ocurre cuándo gran masa de nieve (o roca) se desliza por la ladera de una montaña. Las avalanchas son un ejemplo de una fuerza de gravedad cuya consistencia es de material granular. En una avalancha, una gran cantidad de material o mezclas de tipos diferentes de material caen o se deslizan  rápidamente bajo la fuerza de gravedad. Usualmente, las avalanchas se clasifican por el tamaño o la gravedad de las consecuencias que dejan.

### Terremoto

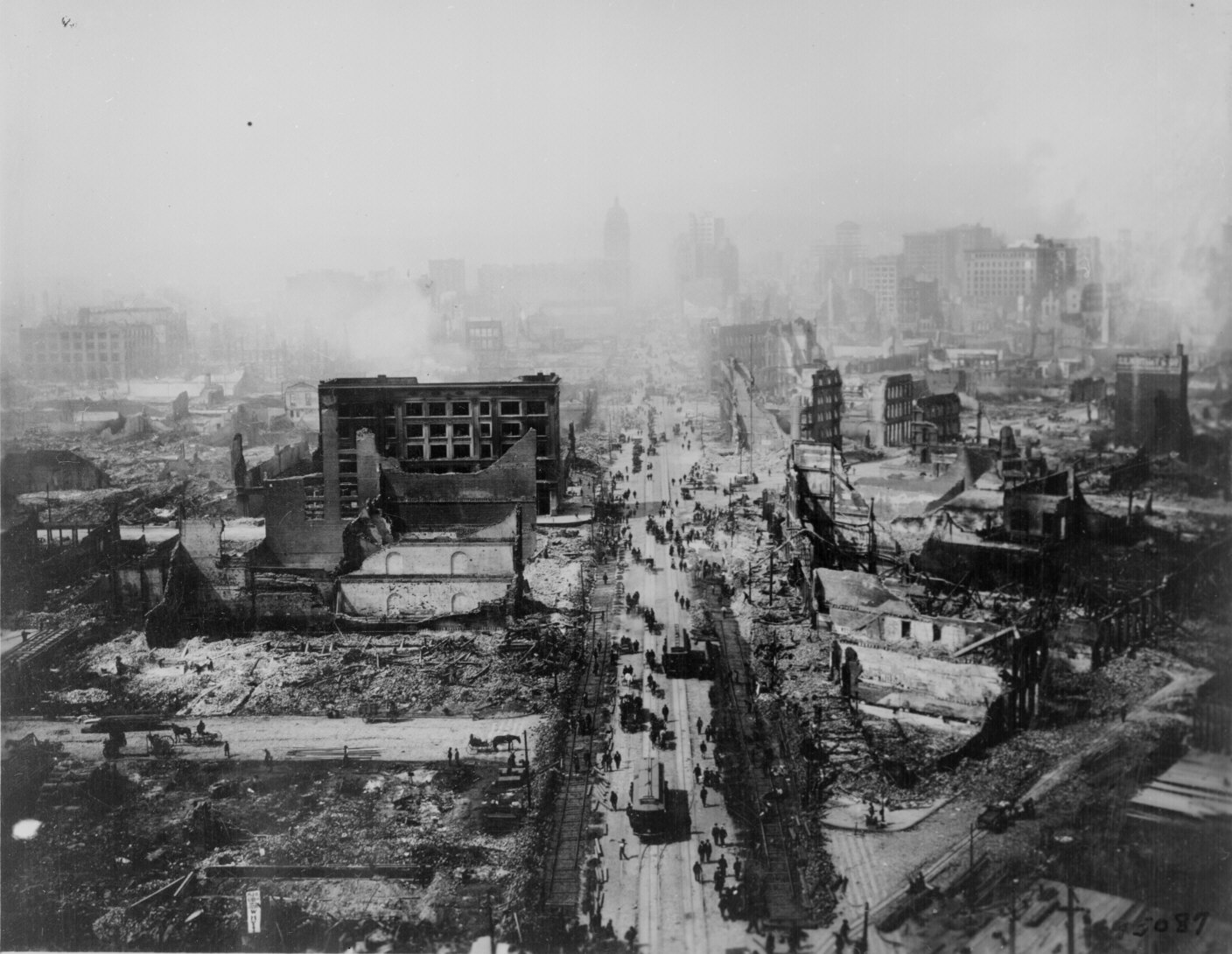
San Francisco devastado por un terremoto en 1906

Un terremoto es la liberación repentina  de energía almacenada como tensión litostática que irradia ondas sísmicas. En la superficie de la Tierra, los terremotos pueden manifestarse con un temblor o con un desplazamiento del suelo; cuando el terremoto se produce en el fondo del mar, el desplazamiento del agua puede causar un tsunami. La mayoría de los terremotos del mundo (90%, y 81% de los más grandes) ocurren en la zona de 40.000 km de largo con forma de herradura zona, llamada cinturón sísmico del Pacífico, también conocida como Cinturón de Fuego del Pacífico, que en su mayor parte limita con la Placa del Pacífico. Muchos terremotos ocurren cada día, pocos de los cuales son lo suficientemente grandes como para causar daños significativos.

### Erosión costera
La erosión costera es un proceso físico  en el cual los litorales en zonas costeras alrededor del mundo cambian, principalmente en respuesta a olas y corrientes que puede ser influido por marejadas y tormentas. La erosión costera puede ser a causa de  procesos de larga duración así como también por eventos episódicos como ciclones tropicales u otras tormentas intensas.

### Lahar
Un lahar es un tipo de evento natural  estrechamente relacionado con las erupciónes volcánicas, e implica una gran cantidad de material proveniente de una erupción de un volcán glaciar, incluyendo barro del hielo derretido, roca y ceniza que se deslizan rápidamente por la ladera del volcán . Estos flujos de sedimento destruir ciudades enteras en segundos y matar miles de personas, como también puede formar Trap.
Se basa en eventos naturales.

### Deslave
Un deslave es un deslizamiento masivo de sedimento, generalmente ocurre en zonas de pendiente. Puede ser causado por la presión que arrastra elementos naturales en una colina en declive .

### Socavón
Un socavón es un hundimiento localizado en la topografía de superficie, generalmente causado por el colapso de una estructura subterránea como una cueva. Aunque son poco comunes, los grandes socavones que se desarrollan repentinamente en zonas pobladas, pueden provocar el colapso de edificios y otras estructuras.

### Erupción volcánica

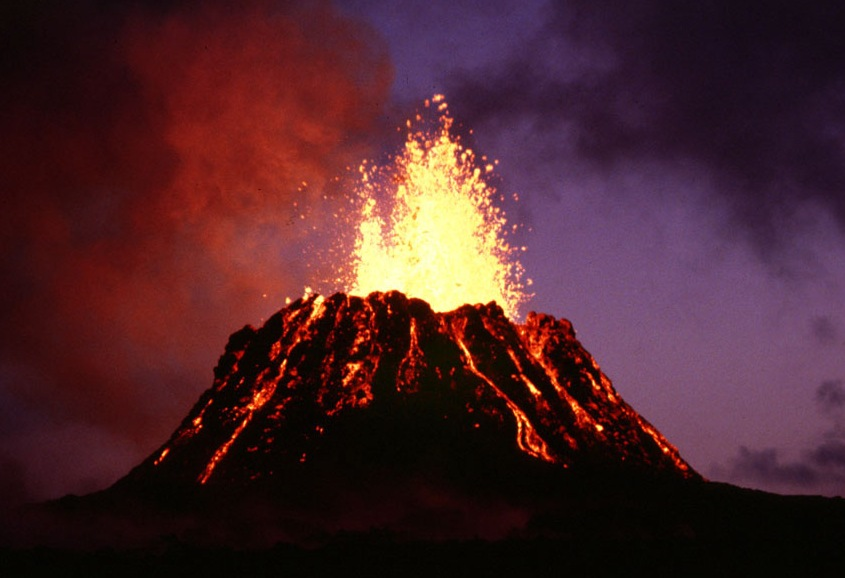
Puʻu ʻŌʻō

Una erupción volcánica es el punto  en el cual un volcán activo libera todo su poder. Las erupciones volcánicas pueden presentarse en muchas formas. Varían desde pequeñas erupciones diarias que ocurren en lugares como Kilauea en Hawái, a erupciones megacolosales (donde el volcán expulsa al menos 1.000 kilómetros cúbicos de material) de volcanes como el  volcán Taupo (hace 26.500 años) y la Caldera de Yellowstone. Según la Teoría de la catástrofe de Toba, hace aproximadamente 70 y 75 mil años, una erupción  en el volcán Toba redujo la población humana a 10.000 o incluso 1.000 parejas reproductoras, creando un obstáculo en la evolución humana. Algunas erupciones forman flujos piroclásticos, que son nubes de ceniza y vapor a alta temperatura que pueden bajar por las laderas de las montañas a una velocidad superior a la de un avión comercial. 

## Amenazas meteorológicas o climáticas

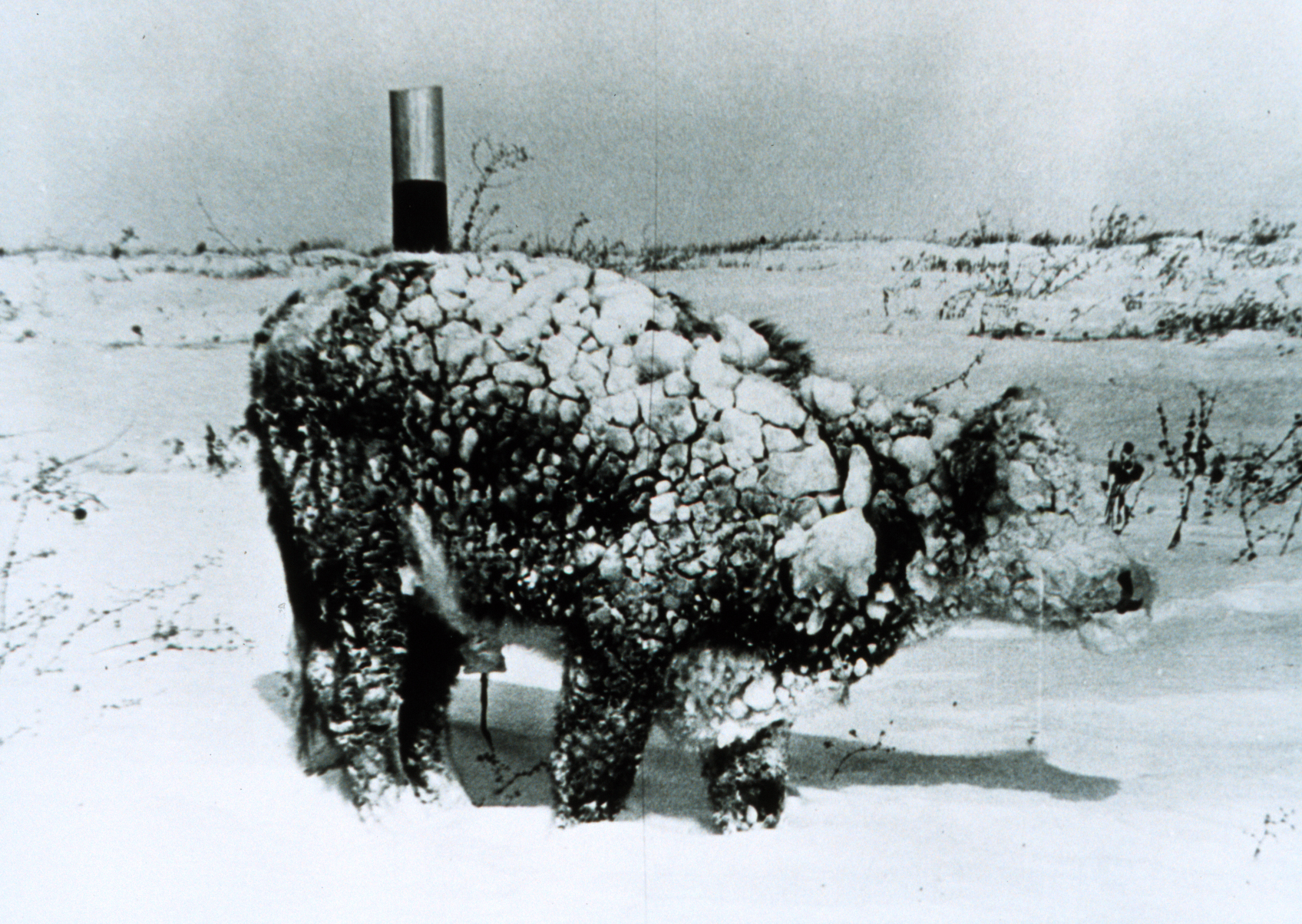
Novillo después de un alud, marzo de 1966

### Alud
Un alud es una tormenta invernal severa con condiciones de hielo y viento que se caracteriza por bajas temperaturas, fuertes vientos y nevadas. 

### Sequía
Una sequía es un periodo  de precipitaciones inferior a la media en una región determinada, lo que provoca una prolongada escasez de agua, ya sea atmosférica, superficial o subterránea.
Los científicos advierten que cambio climático y el calentamiento global pueden provocar sequía  más extensas en los próximos años. Es probable que estos son de extensos periodos de sequía ocurran en el continente africano debido a sus bajos niveles de precipitación y altas temperaturas.

### Granizada
Una granizada es una amenaza natural en la cual una tormenta produce numerosos granizos que dañan el lugar en el que caen. Las granizadas pueden ser devastadoras especialmente para los campos de cultivo, arruinando las cosechas y dañando la maquinaria.

### Ola de calor
Una ola de calor es una amenaza caracterizada por el calor que se considera extremo e inusual en el lugar donde ocurre. Las olas de calor son poco comunes y requieren combinaciones específicas de eventos meteorológicos para que ocurran, que pueden incluir inversión térmica, vientos catabólicos, u otros fenómenos. Existe la posibilidad de que se produzcan eventos a plazo largo que causen calentamiento global, incluyendo eventos estadiales (lo opuestos a la "edad de hielo"), o a través del cambio climático causado por el hombre.

### Ciclón
Un ciclón es masa de aire de  gran escala que gira alrededor de un fuerte centro de presión baja presión atmosférica.

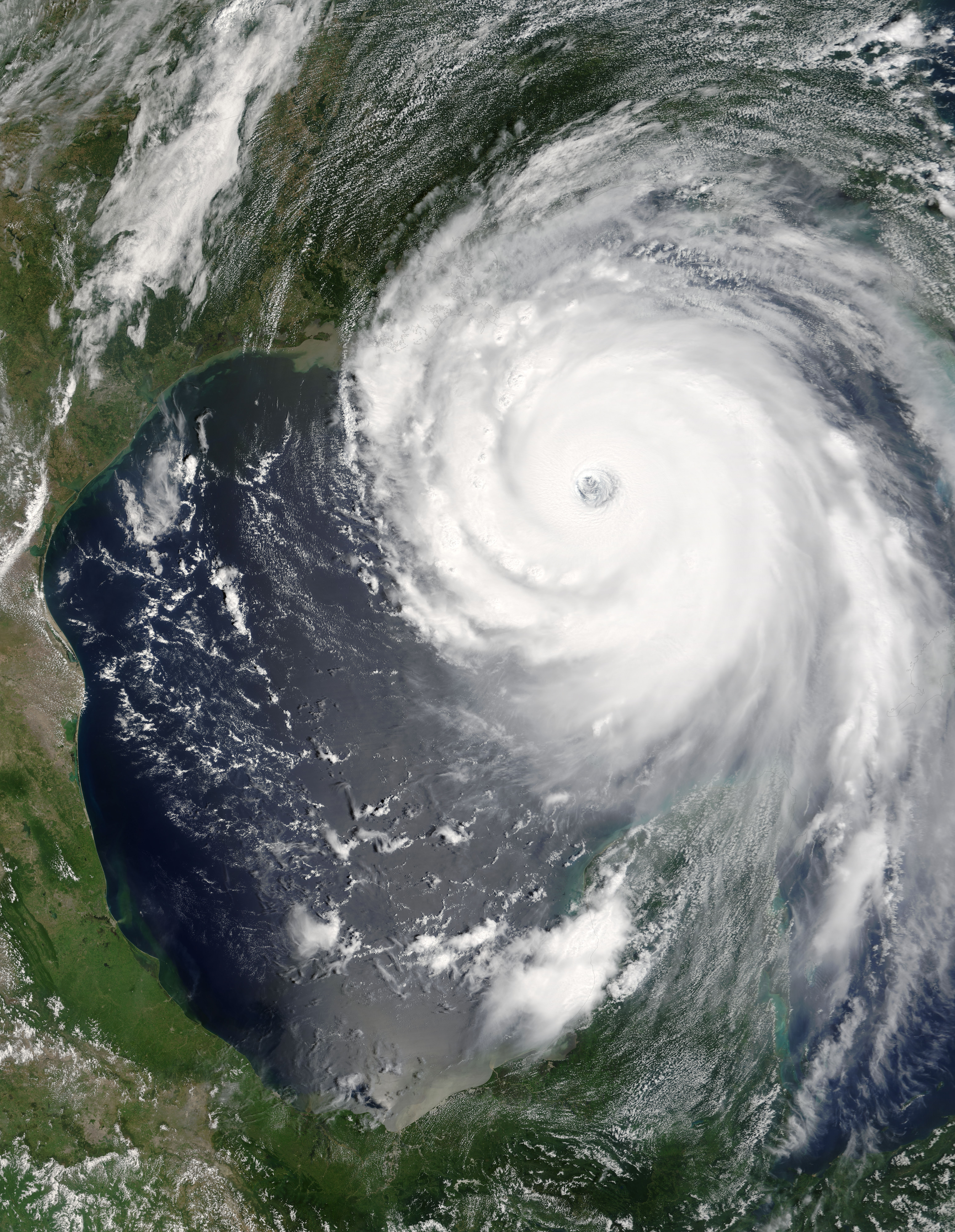
Huracán Katrina

Huracán, ciclón tropical, y tifón son nombres distintos para el sistema de tormentas ciclónicas que se forma sobre los océanos. Es causado por la evaporación del agua que sale del océano y se convierte en una tormenta. El  Efecto Coriolis hace que las tormentas giren a 74 mph (119 km/h). El término huracán se utiliza para determinar estos fenómenos en los océanos Atlántico y Pacífico oriental, mientras que ciclón tropical en el Índico, y tifón en el  Pacífico occidental.

### Tormenta de hielo
Una tormenta de hielo es un fenómeno meteorológico particular en el cual las precipitación caen en forma hielo, debido a condiciones atmosféricas. Se considera dañino.

### Tornado
El tornado es un desastre natural que resulta de una tormenta eléctrica. Los tornados son columnas de aire violentas y girtorias que pueden soplar a velocidades entre 80 km/h (50 mph) y 480 km/h (300 mph) y posiblemente más altas. Este fenómeno puede ocurrir uno a la vez, o puede ocurrir en oleadas de tornados  asociados con superceldas o en otras grandes áreas de desarrollo de tormentas eléctricas.Las mangas de agua son tornados que ocurren sobre aguas tropicales en condiciones de lluvia ligera.

### Cambio climático
El cambio climático puede aumentar o disminuir las amenazas climáticas, y además poner en peligro la urbanización debido al aumento de nivel del mar, como también a organismos biológicos a causa de la destrucción del hábitat.

### Tormenta geomagnética
Las tormentas geomagnéticas pueden alterar o dañar lainfraestructura tecnológica, y desorientar a las especiesmagnetorreceptoras.

## Inundación
Una inundación es el resultado de un desbordamiento de agua que sobrepasa los límites normales de una masa de agua, como un lago, o de la acumulación de agua en áreas terrestres.

## Incendios forestales
Los incendios forestales son incendios que arden de forma descontrolada y no planificada. Pueden ser el resultado de fenómenos naturales, como los rayos, o a causa de actividad humana.

## Enfermedades
Las enfermedades son una amenaza natural que pueden verse agravadas por factores humanos como la urbanización o saneamiento ambiental deficiente. Las enfermedades que afectan a una gran cantidad de personas se pueden clasificar como brotes o epidemia.
En algunos casos, existe el peligro de que una defensa de origen humano contra una enfermedad pueda fallar, como, por ejemplo, desarrollar resistencia a los antibióticos.

## Análisis de amenazas múltiples
Cada uno de los tipos de amenazas naturales descritos anteriormente tiene características muy diferentes, en los términos de escalas espaciales y temporales en las que influyen, la frecuencia de la amenaza y el periodo de retorno, como también las medidas de intensidad e impacto. Estas complejidades hacen que las evaluaciones de "amenaza única" sean comunes. En estos casos, las amenazas suelen tratarse como casos aislados o independientes. Una alternativa es un enfoque de "amenazas múltiples" que busca identificar todas las posibles amenazas y sus interacciones o interrelaciones.
Existen muchos tipos de una amenaza natural que desencadena o aumenta la probabilidad de que ocurra una o más de otras amenazas. Por ejemplo, un terremoto puede provocar un deslave, mientras que un incendio forestal puede aumentar la probabilidad de que se generen deslaves en el futuro.  Una revisión detallada de tales interacciones a través de 21 amenazas naturales, identificó 90 interacciones posibles de probabilidad e importancia espacial variables. También puede haber interacciones entre estas amenazas naturales y los procoesos y antropicos.  Por ejemplo, la extracción agua subterránea puede desencadenar un hundimiento relacionado con napas subterráneas.
Un análisis eficaz de las amenazas en un área determinada (por ej., con fines de reducir de riesgo del desastres) debería incluir idealmente un examen de todas las amenazas pertinentes y sus interacciones. Para que el análisis de amenazas sea de mayor utilidad para la reducción de riesgos, debe extenderse la evaluación en la que se tenga en cuenta la vulnerabilidad del entorno construido para cada una de las amenazas. Esta medida está bien desarrollada en cuanto al  riesgo sísmico, donde se evalúa el posible efecto que tendrían los futuros terremotos sobre la infraestructura, así como sobre el riesgo de vientos extremos y, en menor medida, el riesgo de inundaciones. Para otros tipos de amenazas naturales el cálculo de riesgo es un tanto más difícil, principalmente debido a la falta de las funciones que enlazan la intensidad de una amenaza y la probabilidad de que existan diferentes niveles de daño (curvas de fragilidad). ThinkHazard! es una herramienta en línea que ofrece una visión general de los peligros de ocho amenazas naturales (inundaciones fluviales, terremotos, escasez de agua, ciclones, inundaciones costeras, tsunamis, volcanes y aludes), elaborada por la Global Facility for Disaster Reduction and Recovery en colaboración con otras instituciones.

## Campañas internacionales
En el año 2000, la Organización de las Naciones Unidas lanzó el Sistema Internacional de Alerta Temprana para abordar las causas subyacentes de vulnerabilidad y para construir comunidades resistentes a los desastres, promoviendo una mayor conciencia de la importancia de la reducción de riesgo del desastres como componente integral del desarrollo sostenible, con el objetivo de reducir las pérdidas humanas, económicas y ambientales a causa de amenazas de todo tipo (ISDR/ONU 2000)
"La educación para la reducción de desastres comienza en la escuela" fue el tema del United Nations International Disaster Reduction Day 2006-2007. La Fundación de Profesionales de Seguridad Pública lanzó una campaña internacional con un concurso abierto de ensayos o documentales.